# Unfold (album zespołu Almah)
Unfold – czwarty album studyjny brazylijskiego zespołu Almah, ostatnim z perkusistą Marcelem Moreirą, natomiast pierwszym z nowym basistą – Raphaelem Dafrasem i jedynym z Gustavem di Paduą w roli gitarzysty.

## Lista utworów
1. In My Sleep
2. Beware the Stroke
3. The Hostage
4. Warm Wind
5. Raise the Sun
6. Cannibals in Suits
7. Wings of Revolution
8. Believer
9. I Do
10. You Gotta Stand
11. Treasure of the Gods
12. Farewell

## Twórcy
- Edu Falaschi – wokal, instrumenty klawiszowe
- Marcelo Barbosa – gitara
- Gustavo di Padua – gitara
- Raphael Dafras – bas
- Marcelo Moreira – perkusja